# Ivory Hunters
Ivory Hunters (titulada Cazadores de marfil en Hispanoamérica y Buscadores de marfil en España) es una película para televisión estadounidense de 1990 dirigida por Joseph Sargent. Fue protagonizada por John Lithgow, Isabella Rossellini, James Earl Jones, Tony Todd, Olek Krupa, Carolyn Nelson y Colin Mothupi. La película se estrenó el 20 de agosto de 1990. 

## Sinopsis
Un periodista de Nueva York (John Lithgow) sigue la pista a un fotógrafo desaparecido en Kenia. Cuando llega allí se ve involucrado en el oscuro mundo del tráfico de marfil.

## Reparto
- John Lithgow - Robert Carter
- Isabella Rossellini - Maria DiConti
- James Earl Jones - Inspector NKuru
- Tony Todd - Jomo
- Olek Krupa - Marcel Dettienne
- Carolyn Nelson - Liz Page
- Colin Mothupi - Kimuyu

- Datos: Q24943588